# Krzysztof Rogulski
 (juillet 2018).
Krzysztof Rogulski, né le 6 février 1945 à Otwock, est un réalisateur polonais.

## Biographie
Pendant 27 ans, Krzysztof Rogulski a vécu en France[réf. nécessaire].

## Filmographie

### Longs métrages
- 1991 : Les Enfants du Vent' (avec Marie Dubois, Pierre Vaneck, Jacques Bonnaffé), Prod. MC-4, Pathé Cinéma, CNC, Antenne-2  (Prix du Meilleur Film de Fiction au 41e Festival de Film de la Montagne, Trento, Italie 1993)
- 1981 : La Grande Bombe, Prod. ZF « Silesia » Film Polski
- 1979 : Avant le départ, Prod. ZF « Silesia » Film Polski

### Téléfilms
- 1992 : Les enfants de la guerre, 6 x 30 minutes, Prod. MC-4, Antenne-2, Pathé Cinéma
- 1988 : Comœdia, Prod. MC-4, FR-3 Lyon
- 1983 : Waste Land, Prod. Albaphilm, film de danse avec Yannick Stéphant, Michaël Denard, Olivier Patey (Prix du Meilleur Film Français au Ier Festival International du Film de Danse, Les Sables d'Olonne, 1983)
- 1981 : Conte de Noël (avec Nathalie Baye et Michel Piccoli dans le cadre de l'émission de FR-3 Lettres ouvertes pour la Pologne)
- 1979 : Papa Stamm (Laurier Olympique de Bronze, Varsovie, 1980), Prod. TV Polonaise
- 1978 : Elle court, Prod. TV Polonais
- 1977 : Le dernier tour (Prix des Journalistes au Festival de Film de Télévision, Olsztyn, 1977), Prod. TV Polonaise
- 1976 : Le court voyage, Prod. TV Polonaise
- 1974 : Le Renard (Prix Spécial du Jury au Festival du Film Polonais, Gdansk, 1975), Prod. TV Polonaise
- 1972 : 777, Prod. TV Polonaise

### Documentaires et Courts métrages
- 2018 : Ceux qui aiment le vent, Docudrama
- 2014 : Lenartowicz – promeneur de Vilno, Docudrama, Prod. ZF Kronika, Filmstom Productions
- 2011 : Dans les pas de Marie Curie, Docudrama, 80 min (Prod. Alchimic Films, TV5 Monde et Filmstom Productions)
- 2009 : Les colporteurs de joie, Prod.TVP2 et Filmstom Productions
- 2008 : Falender – le récit intime, Prod. TVP1
- 2005 : Les chevaliers du feu – Mumbaï, Prod. Grenade Productions, Arte
- 2005 : Les chevaliers du feu – Santiago du Chile, Prod. Grenade Productions, Arte
- 2004 : Des hommes et des ailes, Prod. Chemin de doc, France 5
- 2003 : Alteiemer Eck 19 – Münchener Post contre Hitler, Prod. Chemin de doc, France 5 (Laurier d’Or du Sénat pour la meilleure émission culturelle de la Télévision Française en 2003)
- 2001 : En cherchant Tabou, Prod.JJ et TV Polonaise
- 2000 : Wladyslaw Pawelec – Portrait d’artiste avec des nymphes au fond du tableau, Prod. Palindromes, France, J.J. et TV Polonaise
- 1989 : Les Vacances de la Vie, Prod. CRAAV Lille, Les Fous à Réaction Associés
- 1988 : Mon père - Otwock , Varsovie, Paris, Prod. Interpress-Film
- 1982 : Le Temps de Fer, Prod. Antenne 2
- 1975 : Le Retour - Arthur Rubinstein en Pologne (Prix Spécial du Jury au IV-ème Festival du Film Musical, Besançon, 1976), Prod. Interpress-Film
- 1975 : Esquisse de l'affiche polonaise (Palme d'Or au Festival International de Film d'Art, Cannes, 1976), Prod. Interpress-Film
- 1972 : Ouzbékistan, Prod. Interpress-Film
- 1971 : L'acteur - Tadeusz Fijewski, Prod. TV Polonaise
- 1970 : Marcel Marceau, Prod. Interpress-Film
- 1970 : Contrepoint - Olivier Messiaen, Pierre Schaeffer, Prod. Interpress-Film, TVP2